# Pepelnati štruklji
Pepelnati štruklji je ljudska pravljica iz Benečije. V narečju jih je zapisala Ada Tomasetig in jih objavila v knjižici Pravce mojga tat an moje mame, v knjižni jezik pa sta jih prestavila Živa Gruden in Marko Kravos. Leta 1985 pa je pravljico uredil Janez Kajzer, v zbirki Liščki z naslovom Pravce iz Benečije, pri Založbi Borec in Založništvu tržaškega tiska.

## Obnova
V Bečah je živela žena, ki je imela troje otrok, dva fanta in eno deklico. Umazani in trudni otroci so se vsak večer posedli okoli ognjišča in pogledali v lonec, v katerem je bila vedno polenta in mleko. Kmalu so se otroci naveličali iste hrane. Mama je bila žalostna in ni vedela, kaj naj pripravi za večerjo. Ko je nekega dne grabila listje v Jezerih, jo je videla lisica in jo vprašala, kaj je narobe. Žena ji je potarnala, da otroci nočejo več jesti hrane, ki jo skuha. Lisica je ženo potolažila in ji obljubila, da bo naslednji dan skuhala kosilo za njene otroke. Prišel je naslednji dan in lisica je za otroke pripravila pepelnate štruklje. Zvečer, ko je lisica zaslišala zvok večernice, je pripravljeno večerjo odnesla otrokom. Pepelnati štruklji otrokom niso bili všeč, zato so začeli pljuvati in jokati. Lisica je z nasmeškom na ustih vprašala, katero hrano imate otroci rajši, mojo ali mamino. Vsi so odgovorili, da veliko rajši jedo jed, ki jo pripravi mama. Otroci niso nikoli več godrnjali in so vsak dan pojedli, kar jim je mama skuhala. Od takrat naprej pa so otroci rasli močni in zdravi. 

## Interpretacija
Pravljica Pepelnati štruklji je namenjena predvsem otrokom. V njej najdemo veliko pravljičnih simbolov. Že na začetku se pojavi pravljično število 3, ki predstavlja število otrok v dužini. Pravljični motiv se kaže tudi v hrani, saj ima družina na jedilniku vsak dan isto hrano (mleko in polento). Pravljični simbol predstavlja tudi lisica, ki lahko govori in je predstavljena, kot dobra in pametna, ne pa kot zvita žival. Mislim, da lahko med pravljične stvari štejemo tudi pepelnate štruklje, katerih se v realnem življenju ne da narediti. Pravljica Pepelnati štruklji pa ni posebna le v pravljičnih lastnostih, ampak tudi v beneškem dialogu, ki je tvorjen skozi celotno vsebino. Seveda pa ni pravljičen samo začetek, ampak tudi konec, kar je še ena izmed mnogih značilnosti pravljic.

## Književne osebe
Opis glavnih oseb:
- Žena je bila preprosta in zelo delavna ženska, ki je imela zelo rada svoje otroke. Edina napaka je bila, da je otrokom vedno skuhala mleko in polento.
- Lisica je bila zelo prijazna, saj je z veseljem pomagala ženici, ki je bila v težavah. Lisica pa je po navadi predstavljena kot zvita pravljična oseba in tudi v tej pravljici ni nič drugače.
- Otroci so bili zelo živi in razvajeni, saj so se ves čas samo pritoževali.

## Kraj
Pravljica se odvija v vasi Beča. Kraj dogajanja je na začetku postavljen v hišo starejše žene in njenih treh otrok, v nadaljevanju pa preide tudi na travnik, na katerem žena grabi listje. Na koncu pravljice pa se kraj dogajanja zopet prestavi v začetni položaj.

## Čas
Književno dogajanje v besedilu je predstavljeno v nekaj dneh. V širšem obdobju, pa bi ga uvrstil v čas jeseni, saj listje, ki ga je grabila žena odpada jeseni.

## Analiza
Pravljico lahko interpretiramo na različne načine:
- prikazuje problem razvajenih otrok, ki se vedno pritožujejo.
- prikazuje iznajdljivost in zvitost lisice.
- prikazuje željo po idealnem materinstvu.
- želi z enolično hrano prikazati revščino takratnega življenja.

## Različice
- Brenkova, K. Kaj je na svetu najboljše, v zbirki Lonček kuhaj. Mladinska knjiga, Ljubljana 2001
- Brenkova, K. Zlati kruh, v zbirki Lonček kuhaj. Mladinska knjiga, Ljubljana 2001
- Brenkova, K. Lonček kuhaj, v zbirki Lonček kuhaj. Mladinska knjiga, Ljubljana 2001
- Kovač, P. Sladka kaša, v zbirki Grimmove pravljice. Mladinska knjiga, Ljubljana 1993
- Kovač, P. Božja jed, v zbirki Grimmove pravljice. Mladinska knjiga, Ljubljana 1993
- Prežihov, V. Levi devžej, v zbirki Zlata čebelica 2. Mladinska knjiga, Ljubljana 2007